# Libsndfile
libsndfile  es una librería de funciones, en lenguaje C
, muy utilizada, programada por Erik de Castro Lopo para leer y escribir ficheros de audio. Soporta una amplia variedad de formatos y realiza la conversión entre ellos automáticamente. Permite al programador ignorar muchos detalles, como por ejemplo el orden de los bytes según el tipo de plataforma (endianness).
Además de la propia librería, el paquete proporciona comandos de uso en el terminal o línea de comandos, para convertir un formato en otro (sndfile-convert), reproducir ficheros de audio (sndfile-play), y ver información sobre el contenido de los mismos(sndfile-info).
libsndfile está disponible en sistemas Unix y asimilados, incluyendo Linux y Mac OS X, y en Microsoft Windows. Su licencia es del tipo  Licencia Pública General Reducida de GNU.
libsndfile se utiliza en programas de edición de audio, como  Audacity y Adobe Audition, y en el codificador de MP3 LAME.